# Okpara
Pour les articles homonymes, voir Okpara (homonymie).
L'Okpara est le principal affluent de l'Ouémé, un fleuve qui coule au Bénin.

## Géographie

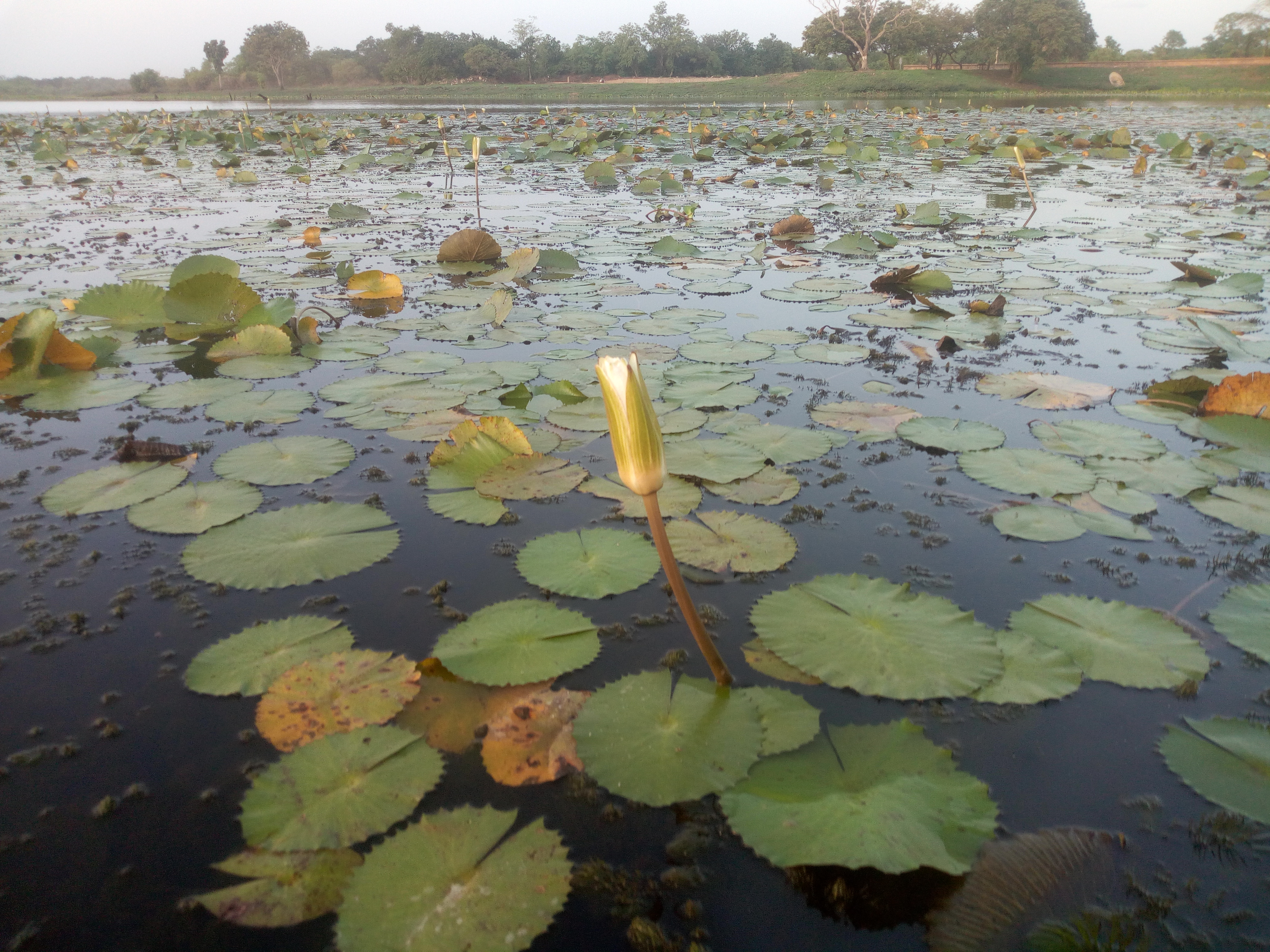
Végétation sur le lac de l'Okpara près de Parakou.

L'Okpara prend sa source à Darou Kparou. Sa longueur approximative est de 362 kilomètres. Le bassin de l'Okpara a une superficie totale de 11 458 km2, dont 6 748 km2 de superficie au Bénin.

## Économie

### Le barrage de l'Okpara
Le barrage de l'Okpara est installé sur la rivière, à environ 19km à l'Est de Parakou. Il sert principalement à alimenter en eau, la ville de Parakou.

## Galerie de photos

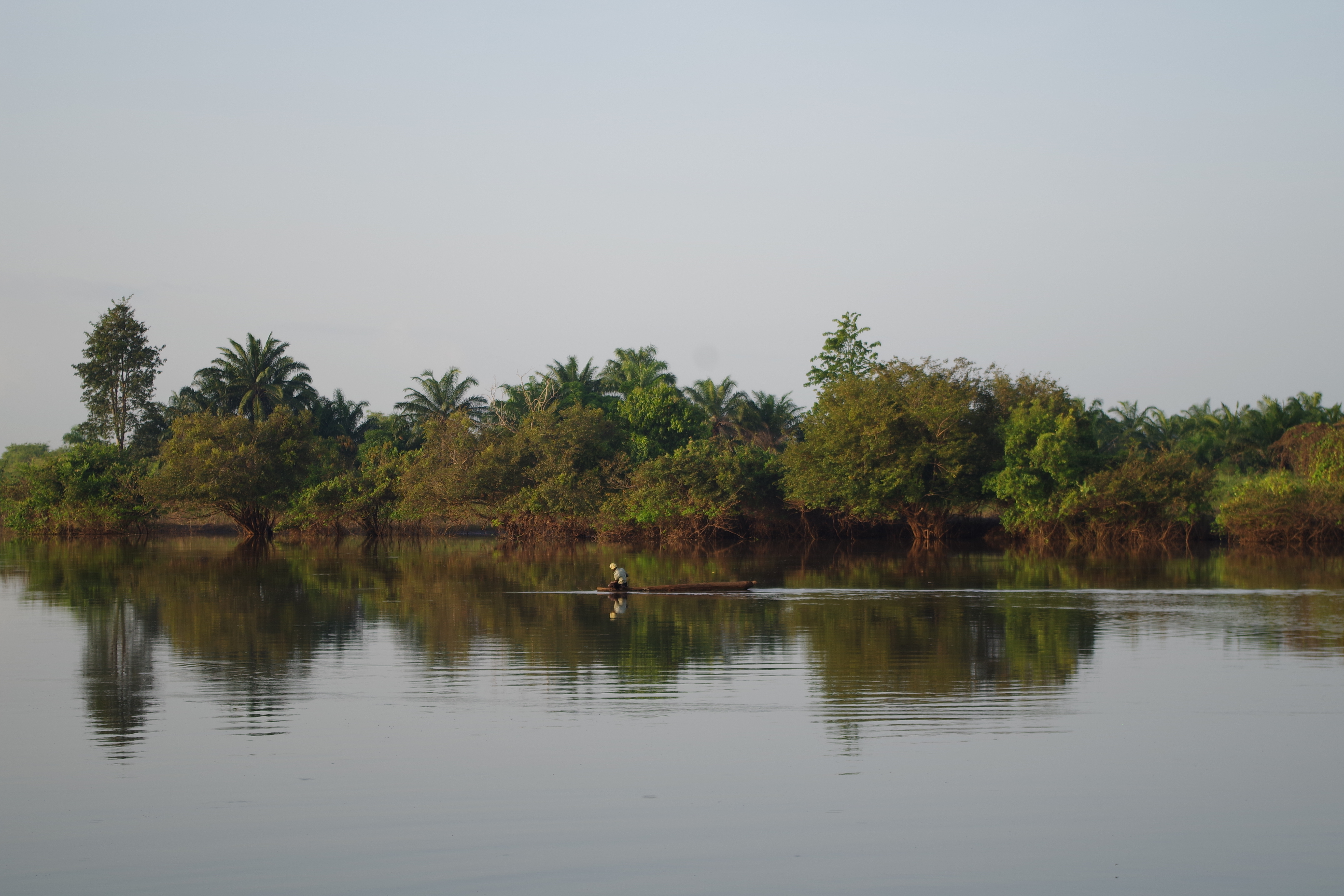
Fleuve Okpara